# دودسورث (فلم)
دودسورث (بالإنجليزية: Dodsworth) هو فيلم دراما تم إنتاجه في الولايات المتحدة وصدر في سنة 1936. الفيلم من إخراج وليام يلر.

## ترشيحات وجوائز
| السنة | الحدث  | الفئة     | النتيجة |
| ----- | ------ | --------- | ------- |
| 1936  | أوسكار | أفضل فيلم | ترشـيـح |

## الميزانية والإيرادات
حقق أرباحا تقدر بـ 1.6 مليون دولار.

## وصلات خارجية
- مقالات تستعمل روابط فنية بلا صلة مع ويكي بيانات